# MDDM
De vijftig motorrijtuigen mDDM van de Nederlandse Spoorwegen zijn in de jaren 1990 gebouwd om te worden toegevoegd aan de dubbeldeks DD-AR-stoptreinserie. Ze werden tussen 2011 en 2014 gerenoveerd en geschikt gemaakt voor Intercitydiensten.

## Achtergrond
DD-AR was, om een snelle inzet mogelijk te maken, geleverd zonder motorrijtuigen. In plaats daarvan werden locomotieven van serie 1700 ingezet; dit gebeurde tot 15 december 2019 deels nog steeds, waarna DDM-1 en DD-AR uit de dienst gingen. Om treinstellen te kunnen samenstellen, en de 1700'en elders te kunnen inzetten, werden extra motorrijtuigen aangeschaft. Deze werden in 1996 in dienst gesteld. De vrijkomende 1700'en vervingen vervolgens de oude elektrische locomotieven uit de jaren 1950 (series 1100, 1200 en 1300). NS had een optie op een vervolgserie van 29 motorrijtuigen, maar die werd wegens bezuinigingen niet in een bestelling omgezet. Hierdoor bleef een deel van het DDM-park voor de tractie aangewezen op een loc 1700.
De motorrijtuigen zijn verwant aan de DD-AR stuurstandrijtuigen, maar ze zijn korter. Op het benedendek bevindt zich de apparatenruimte, zodat passagiers alleen op het bovendek plaats kunnen nemen. De vloer van het bovendek is iets lager dan die in de andere rijtuigen, zodat er geen gebogen ruiten nodig zijn. De mDDM had 16 zitplaatsen in de eerste klas, en 32 zitplaatsen in de tweede klas. Sinds de renovatie zijn er alleen nog zitplaatsen tweede klas in de motorrijtuigen.

## Constructie & techniek
Omdat de motorrijtuigen uitwisselbaar en koppelbaar moeten zijn met de 1700'en, waarmee ze in treinschakeling kunnen rijden, moeten ze minimaal een vermogen van 2400 kW kunnen leveren. Daar dit niet mogelijk wordt geacht met slechts twee draaistellen, worden de rijtuigen op drie draaistellen geplaatst, waardoor de bijzondere asindeling Bo'Bo'Bo' is gekozen.
De draaistellen zijn geleverd door FIAT - SIG.
In het benedendek van de mDDM bevindt zich tractie-apparatuur: o.a. een statische omzetter, twee tractie-wisselrichters en een remchopper.
De mDDM beschikt over zes tractiemotoren die door twee oliegekoelde wisselrichters worden gevoed met draaistroom. De wisselrichters gebruiken GTO's en zijn gefabriceerd door ADtranz. De kracht van de tractiemotoren wordt in de verhouding 1 : 4,294 overgebracht op de assen. Iedere tractie-installatie heeft een vermogen van 900 kW en een maximale aanzetkracht van 75 kN.
De mDDM kan remenergie terugvoeren naar de bovenleiding door recuperatie. Mocht de bovenleiding niet in staat zijn om deze energie op te nemen, dan wordt de energie omgezet in warmte door remweerstanden die zich op het dak bevinden. Hierbij gebruikt de mDDM een remchopper met een frequentie van 250 Hz.

## Inzet sinds 11 december 2022
| Serie | Treinsoort            | Route | Bijzonderheden |
| ----- | --------------------- | --- | --- |
| 500   | Intercity (NS)        | Den Haag Centraal – Gouda – Utrecht Centraal – Amersfoort Centraal – Zwolle – Assen – Groningen                                         | |
| 600   | Intercity (NS)        | Leeuwarden – Meppel – Zwolle – Amersfoort Centraal – Utrecht Centraal – Gouda – Den Haag Centraal                                       | |
| 700   | Intercity (NS)        | Schiphol Airport – Amsterdam Zuid – Almere Centrum – Lelystad Centrum – Zwolle – Assen – Groningen                                      | Vormt tussen Schiphol Airport en Zwolle een halfuurdienst met serie 800. Vormt tussen Zwolle en Groningen een halfuurdienst met serie 500. Sommige treinen tussen Zwolle en Groningen stoppen op alle stations. (alleen 's morgens vroeg en 's avonds laat) |
| 1600  | Intercity (NS)        | Schiphol Airport – Amsterdam Zuid – Duivendrecht – Hilversum – Amersfoort Centraal – Apeldoorn – Deventer – Almelo – Hengelo – Enschede | Opgeheven per dienstregeling 2025. |
| 1700  | Intercity (NS)        | Den Haag Centraal – Gouda – Utrecht Centraal – Amersfoort Centraal – Apeldoorn – Deventer – Almelo – Hengelo – Enschede                 | Rijdt na 20:00 uur tussen Enschede en Utrecht Centraal en rijdt dan vanaf Utrecht Centraal door als Intercity 2800 naar Rotterdam Centraal. |
| 1800  | Intercity direct (NS) | Breda – Rotterdam Centraal – Schiphol Airport – Amsterdam Zuid – Duivendrecht – Hilversum – Amersfoort Centraal – Amersfoort Schothorst | Via HSL. Rijdt na circa 20:00, op zaterdagochtend tot 9:00 en op zondagochtend tot 9:30 niet tussen Breda en Rotterdam Centraal. |
| 3600  | Intercity (NS)        | Roosendaal – Breda – Tilburg – 's-Hertogenbosch – Nijmegen – Arnhem Centraal – Dieren – Zutphen – Deventer – Zwolle                     | |
| 11600 | Intercity (NS)        | Schiphol Airport – Amsterdam Zuid – Duivendrecht – Hilversum – Amersfoort Centraal – Amersfoort Schothorst                              | Opgeheven per dienstregeling 2025. |
| 11700 | Intercity (NS)        | Amersfoort Schothorst – Amersfoort Centraal – Utrecht Centraal – Gouda – Den Haag Centraal                                              | Opgeheven per dienstregeling 2025. |

## Modernisering

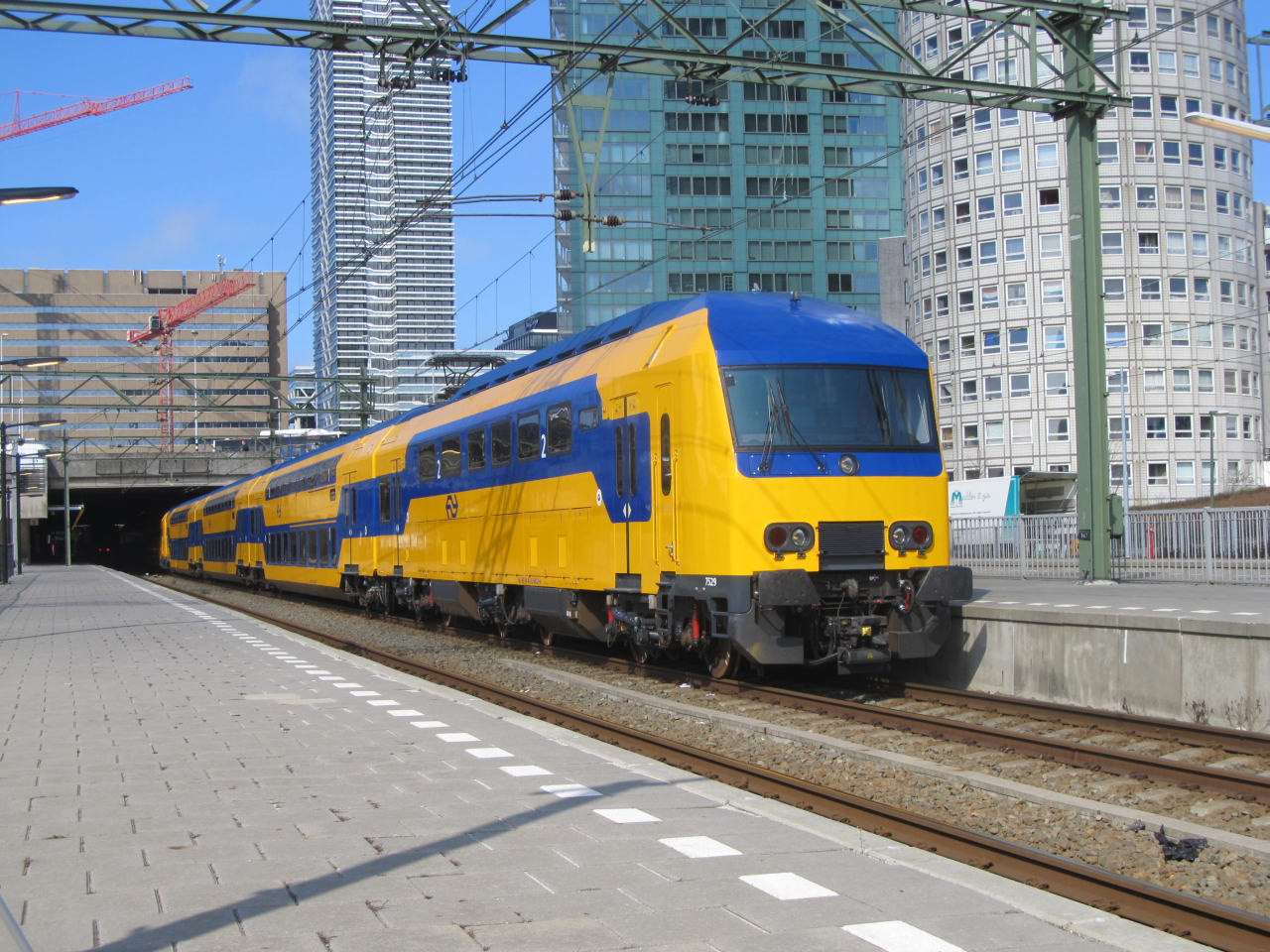
De nieuwe verschijningsvorm van mDDM na modernisering

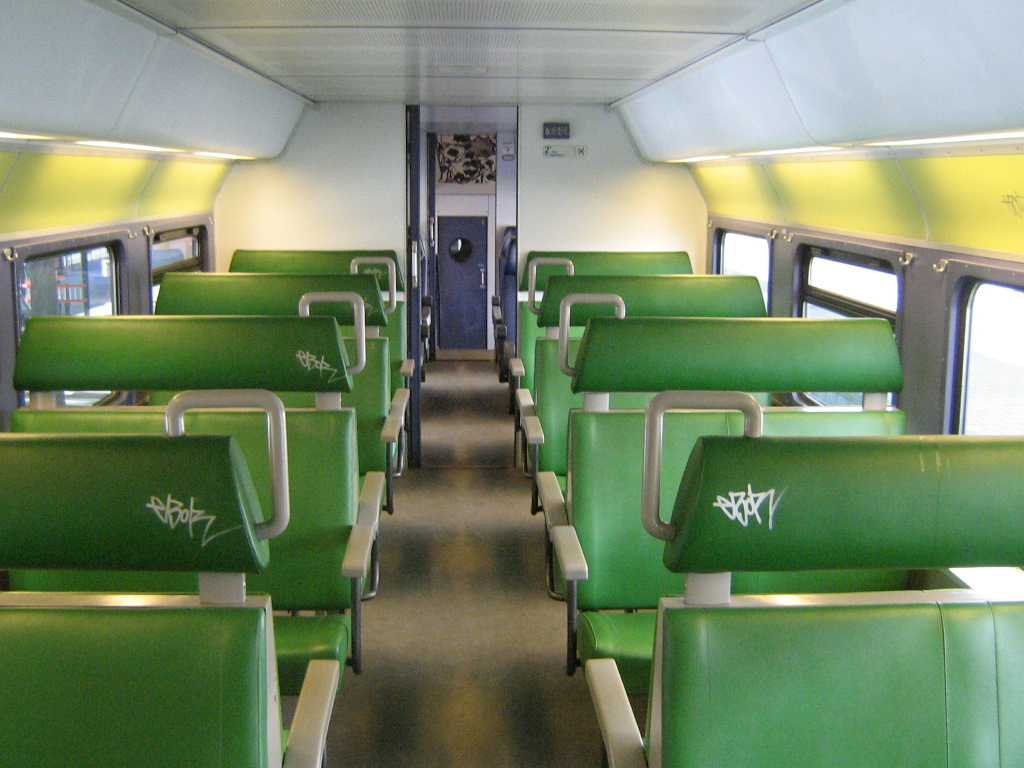
Het interieur van een mDDM; grotendeels gelijk aan DD-AR, met uitzondering van de niet-gebogen ramen

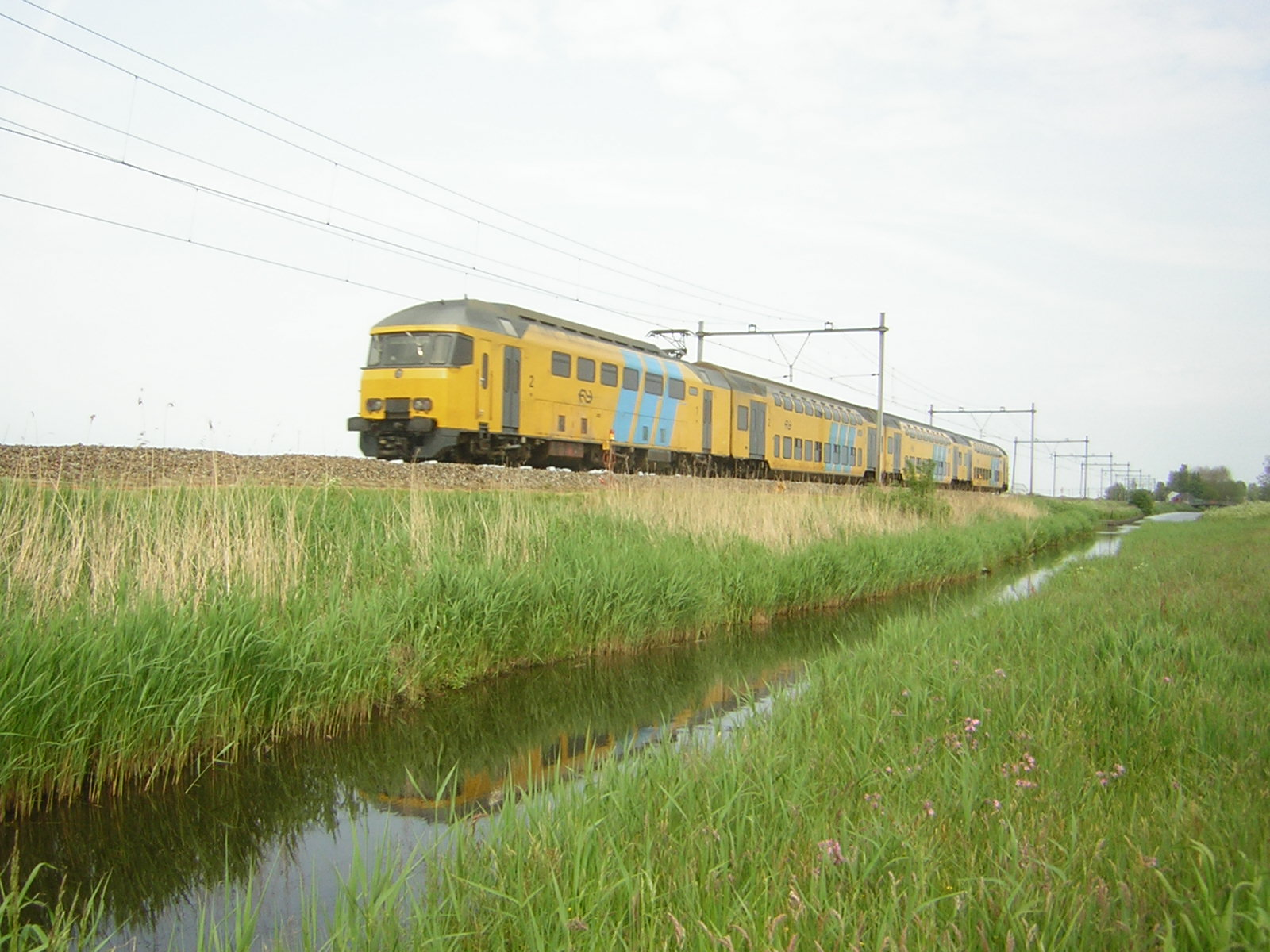
DD-AR met mDDM rijdt in de omgeving van Hoorn richting Enkhuizen.

In 2009 is NedTrain begonnen met de renovatie van alle 50 mDDM's als onderdeel van de modernisering van het grootste deel van het DD-AR-materieel. De rijtuigen worden verbouwd tot Intercitytreinen met een moderne uitstraling. De nieuwe aanduiding is Dubbeldekker Zonering (DDZ). In totaal 250 rijtuigen worden tot DDZ verbouwd. Hiermee worden 50 treinstellen (30 vierdelige en 20 zesdelige) gevormd, elk met een mDDM. Het eerste stel was eind 2011 gereed, het laatste is in 2014 afgeleverd. Met deze modernisering werd het combineren met treinen voorzien van de locomotief serie 1700 niet meer mogelijk.
ZHESM-materieel · Mat '24 · Verbrandingsmotorrijtuigen omBC · Stroomlijnmotorrijtuig omBC · Blauwe Engel · Kameel · Motorpost · DH 1 (Wadloper) · mDDM